# Savić Marković Štedimlija
Savić Marković Štedimlija (crnog. ćiril. Савић Марковић Штедимлија, Stijena, Piperi, Podgorica,  12. siječnja 1906. – Zagreb,  25. siječnja 1971.), bio je crnogorski publicist, književnik i znanstvenik.
Istraživao je i povijest Hrvata te bio suradnik Leksikografskoga zavoda u Zagrebu. Za života je napisao više od 20 knjiga i veliki broj članaka. U književnosti se javlja potkraj 1920-ih poezijom a afirmirao se kao književni kritičar i žestoki polemičar.

## Životopis

### Rani život i radovi
Savić Marković rođen je u Stijeni kraj Podgorice 1906. godine. Mladi Savić Marković je kao pubertetski fanatik, u odori pričuvnoga srpskog žandara, bio za plaću aktivni sudionik oružnih hajki na crnogorske komite koji su se godinama borili protiv pripojenja Kraljevine Crne Gore Srbiji od 1918. godine. Dolazi pod utjecaj komunističke literature, pa ga 1923. godine izbacuju iz podgoričke gimnazije. Odlazi u Peć (Kosovo), ali nije bolje sreće, te se zaputio u Beograd. Tamo Marković postaje aktivnim sudionikom uzavrelih, književnih i čaršijskih, beogradskih polemika. Objavljuje prvu knjigu Gorštačka krv: Crna Gora 1918. – 1928. (Beograd, 1928.).
Iz Beograda ga, 1928. godine, protjeruju u unutrašnjost Srbije. Radio je kao težak u kamenolomu Sićevačka klisura. Upamćen je Marković i po jednom uspjelom triku; plasirao je u beogradskom tisku vijest o svojoj smrti, te je imao prilike pročitati nekrologe o sebi. Gimnaziju je konačno završio u Leskovcu 1930. godine.

### U Zagrebu
Tek će Marković od dolaska u Zagreb, 1930. godine, biti u prigodi pokazati svoj kompletni publicistički talent. Prigrlio je sebi nadimak Štedimlija po brdu Štedim iznad njegovoga rodnoga sela u Piperima. Do 1941. godine surađivao je u čak oko 80 listova tadašnje države i objavio više od 500 tekstova, novela, pripovijesti, prikaza, polemika, stihova...
Najveću pozornost, kako u ono vrijeme tako i danas, izazvale su njegove knjige Školovanje crnogorske omladine (Kočevje, 1935.), Crna Gora u Jugoslaviji (Zagreb, 1936.), Crvena Hrvatska (Split, 1937.) i Osnovi crnogorskog nacionalizma (Zagreb, 1937.). Sve su ove knjige još za doba Kraljevine Jugoslavije zabranjene od državnoga odvjetništva navodno zbog "širenja komunističke propagande".
Zapravo je Marković u svojim knjigama pokušao dati povijesni, kulturološki i politički, okvir definiranja crnogorske nacionalne posebnosti. Crnogorci nisu priznavani u Kraljevini Jugoslaviji kao posebna nacija. Svako afirmiranje crnogorske nacije žigosano je kao destruktivna, antidržavna i marksistička propaganda. Ilegalna KPJ u Crnoj Gori - iako praktički bez domicilne radničke klase - tada je izvanredno popularna među Crnogorcima jer im je priznavala nacionalnost.
Ali, komunisti su od 1930-ih smatrali Markovića za protivnika. Naime, od toga se razdoblja Marković javnim polemiziranjem razračunavao i s dogmom socijalne literature koju je diktirala KPJ. Marković je tim povodom objavio knjige Simulanti u socijalnoj literaturi (Zagreb, 1932.), Antikrležijanci ili kako se kod nas pišu "marksističke" kritike (Kragujevac, 1933.)  i Mistifikatori likvidiraju umjetnost (Kočevje, 1932.).
U povodu "sukoba na ljevici", kasnih 1930-ih, Marković je svojim tekstovima branio Miroslava Krležu koji je poglavito od dvojice drugih Crnogoraca, književnika i partijskih šefova Milovana Đilasa i Radovana Zogovića, bio optužen za diskreditiranje partijske linije u umjetnosti.

### NDH
Neposredno po proglašenju NDH, koncem travnja 1941. godine, organizira Savić Marković u Zagrebu Crnogorski nacionalni komitet i Ured Crnogoraca u Zagrebu. Vlasti NDH su ove organizacije tretirale kao veleposlanstvo Crne Gore i Crnogoraca. Premda ne brojni, Crnogorci u Zagrebu i drugim hrvatskim gradovima, u Uredu Crnogoraca su dobivali od Markovića potvrde da su nacionalni Crnogorci, te im je ta isprava služio kao djelatna zaštita od mogućega terora. Također izdavanjem iskaznica i propusnica spašavao je Srbe (4.000), Židove i druge nacije (1.000).
Marković je pomogao i pojedinim Crnogorcima, koje su ustaše uhitili kao mobilizirane pripadnike jugoslavenske kraljevske vojske, da budu oslobođeni, te se ispravama i novcem postarao da sigurno otputuju za Crnu Goru.
Crnogorsko pitanje je naslov knjige koju je 1941. godine tiskao u Zagrebu Crnogorski nacionalni komitet. U njoj se podsjeća kako je Crna Gora bila 1918. godine okupirana od "srbijanskih i francuskih četa", te kako je crnogorska država bila žrtvom okrutne zavjere na Versajskoj konferenciji, pa se poručuje:
U proljeće 1942. godine Marković je jedan od od glavnih suorganizatora Hrvatske pravoslavne crkve. On je teorijski objasnio podrijetlo pojma pravoslavlje na tlu, kako kaže, "Povijesne Hrvatske", na način da je pravoslavlje prvotno značilo pripadnost Istočnom crkvenom obredu, a tek mnogo kasnije pripadnost određenim nehrvatskim narodima.
Te, i druga svoja stajališta, usustavio je i tiskao na njemačkom jeziku Marković 1944. godine u studiji pod naslovom Verschwörungen gegen den Frieden (publicirana na hrvatskom jeziku pod naslovom Zavjera protiv svjetskog mira, Alfa, Zagreb, 2005.). Još je Marković za Drugoga svjetskog rata publicirao i knjigu na njemačkom jeziku Auf dem Balkan (Zagreb, 1943.). Pokraj publicističke djelatnosti (pokrenuo je nakladničku kuću Europa Verlag) skupa s dr. Sekulom Drljevićem 1944. godine angažirao se u radu Crnogorskog državnog vijeća u Zagrebu s namjerom utjecanja na razvoj događaja pred kraj rata radi obnove neovisne crnogorske države. No, Marković se krajem 1944. godine evakuirao za Salzburg (Austrija) na liječenje gdje su ga u proljeće 1945. godine uhitili pripadnici Crvene armije i transportirali za SSSR.

### SSSR
Od 1945. do 1955. godine proveo je Savić Marković u raznim sovjetskim robijašnicama u Ukrajini i polarnim gulazima Sibira, njih ukupno 26. Po povratku u Jugoslaviju, napisao je Marković o tome, po zapovijedi istražitelja UDBA, tisuće stranica potresnoga svjedočenja. Ali, kako je Markoviću bilo za života ograničena javna djelatnost u Drugoj Jugoslaviji, taj je rukopis publiciran tek pet desetljeća kasnije (Deset godina u gulagu, I-II, Matica crnogorska, Podgorica, 2004.).
Nakon normaliziranja jugoslavensko-sovjetskih odnosa, Marković je izručen jugoslavenskim vlastima, pa je na suđenju dobio 8 godina strogoga zatvora. Prvo je robijao u Staroj Gradiški a potom je bio i u kaznionici Goli otok. Nakon izdržanih 5 godina robije biva pomilovan te 1959. godine izlazi na slobodu i nastanjuje se u Zagrebu.

### Posljednji dani
Miroslav Krleža, ravnatelj Leksikografskoga zavoda, nije zaboravio kako ga je Marković koncem 1930-ih branio, te ga je angažirao kao suradnika.
Marković je također bio suradnik vjerskog lista Crkva u svijetu.
Skupa sa svojom suprugom, dr. Ljubicom Klančić, objavljuje dragocjene arhivske isprave, te niz tekstova u kojima se Marković nije potpisivao. Vrijedna studija Istorija školstva i prosvjete u Crnoj Gori (Beograd, 1969.) potpisana je imenom njegovoga rođaka Tomaša Markovića. ↓1
Umro je u Zagrebu 1971. godine i pokopan je na Mirogoju.

## Crvena Hrvatska
U izdanju Političke biblioteke "Putovi" u Zagrebu 1937. godine tiskana je knjiga Savića Markovića Osnovi crnogorskog nacionalizma (127 stranica) s tri poglavlja: Crvena Hrvatska i njeni kulturni tragovi; Pretapanje imena Crvena Hrvatska u Crna Gora; Između dva nacionalizma.
Glavna se Markovićeva teza povijesne etnogeneze Crnogoraca oslanja na poznatu studiju Die südslawische Frage und der Weltkrieg. Übersichtliche Darstellung des Gesamtproblems. Manzsche K.u.K. Hof-, Verlags- und Universitätsbuchhandlung, Wien 1918 hrvatskoga znanstvenika dr. Iva Pilara (pod pseudonimom L. v. Südland).
Dr. Pilar je stajališta da se Dukljansko kraljevstvo iz 10. stoljeća razvilo iz Crvene Hrvatske, koju čine "današnja Hercegovina i Crna Gora" a "koja je prvotno hrvatska naseobina". No, tvrdi, kako je u 11. st. ona kontaminirana Srbima iz Raške "toliko, da od 11. st. ne možemo Duklju više smatrati čisto hrvatskom nego miješanom hrvatsko-srbskom državnom tvorevinom". Dr. Pilar je napisao:
"Pripade Duklja postepeno sve više u djelokrug srbskog utjecaja. Postade u neku ruku drugim političkim središtem srbskog naroda. Ali prvotno hrvatsko naseljenje kao etnički moment i jaki utjecaj katolicizma udarili su ovom području tako neizbrisivo, posebno obilježje, da se Duklja, kasnije Zeta, kroz čitavu srbsku poviest javlja kao posebna individualnost, koja obično stoji u nekoj protivnosti sa etničkim središtem u Raši. Ovi razlučni elementi pokazali su se tako jakima da ih do danas nije bilo moguće svladati" (citat prema: L. v. Südland, Južnoslavensko pitanje. Prikaz cjelokupnog pitanja, Izdanje Matice Hrvatske, Zagreb 1943., str. 47.).
No, dr. Pilar te 1918. godine nije mislio da Crnogorci postoje kao poseban narod:
"Poznajemo četiri naroda Južnih Slavena: Slovence, Hrvate, Srbe i Bugare." (isto, str. 3.)
Za razliku od dr. Pilara, Savić Marković u svojoj knjizi Osnovi crnogorskog nacionalizma 1937. godine tvrdi da je crnogorska nacija, unatoč tadašnjih teških, diskriminacijskih uvjeta, povijesna realnost i da će to u budućnosti postati bjelodano. On je za prvotno etničko podrijetlo Crnogoraca smatrao hrvatsko, no nikada nije želio ili tvrdio, niti je smatrao mogućim, da bi suvremeni Crnogorci mogli biti bilo što osim - Crnogorci. U bitnome je Marković u Osnovama crnogorskog nacionalizma priopćio sljedeće:
- "Crnogorci su nekoliko stotina godina, prilično samostalno izdvojeni, na jednistvenom i neprekidnom teritoriju međusobno općili i zajednički živjeli. Tako je njihova nacija istorijski postala zajednica jezika, teritorije, ekonomskog života i psihičke konstitucije, izražene u zajednici sveukupne njihove duhovne i materijalne kulture". (str. 9.)
- "Pretci današnjih Crnogoraca došli su u svoju zemlju kao Hrvati i tu, pod tim imenom, živjeli nekoliko vjekova". (str. 10.)
- "Za zemlje Crvene Hrvatske bio je u upotrebi obično naziv Duklja, Primorske strane, a kasnije Zeta". (str. 38.)
- "Zeta je postepeno postala zasićena srpskim stanovništvom, kojem je ona ukazivala gostoprimstvo. Dok su doseljenici kao žrtve političkih borbi i ratnih neuspjeha donosili jače razvijenu političku svijest i veću borbenost, dotle je kod domorodaca bila veća kulturna i civilizatorska premoć. U pomirenju ovih razlika logično je bilo da pobijede i održe se u zemlji obilježja političkih nastojanja došljaka, a kulturna i civilizacijska sadržina narodnog i državnog života i uređenja domorodaca. Postepeno je tako stvoren jedan novi tip države s nacionalnim imenom došljaka (srpskim) i političkim težnjama, koje su oni donijeli sobom, a s kulturnom orijentacijom i civilizacijom domorodaca, koje su bili nasljedili od svojih predaka, Crvenih Hrvata". (str. 41.)
- "U konačnom sukobu dviju suprotnosti istok-zapad, u Crnoj Gori, a u nedostatku onih političkih razloga, koju su navodili Njegoša da se orijentira prema istoku, u ovoj zemlji danas odnosi trijumfalnu pobjedu duh zapadne kulture i civilizacije, duh odbrane tradicija čuvanih vjekovima predaka današnjih Crnogoraca. Vođena tim duhom ona polazi u budućnost putevima kojima se kreću veliki zapadni narodi, a da li će njeno kretanje biti za njima ili s njima, zavisiće od brzine, kojom će Crna Gora stresti s površine lica svoga naslagane slojeve mrtve istorijske prašine, koju su za sobom ostavili mučni događaji iz njene duge prošlosti." (str. 51. – 52.)

## Rehabilitacija
Hrvatska vlada mu je 2002. godine posmrtno dodijelila, na zahtjev Blaža Kilibarde, status bivšeg političkog zatvorenika.

## Djela
- Gorštačka krv - Crna Gora, 1918-1928, Beograd, 1928.
- Rub jave, (stihovi), Paraćin, 1929.
- Bezbrižnost do kulture (Od nacionalne epike k socijalni liriki), Ljubljana, 1931.
- Simulanti u socijalnoj litreaturi, (brošura), Zagreb, 1932.
- Skidanje maske, Zagreb, 1932.
- Mistifikatori likvidiraju umjetnost, Kočevje, 1932.
- Antikrležijanci ili kako se kod nas pišu "marksističke" kritike, Kragujevac, 1933.
- Školovanje crnogorske omladine, Zagreb, 1936.
- Crna Gora u Jugoslaviji, Zagreb, 1936.
- Rusija i Balkan, Zagreb, 1937.
- Crvena Hrvatska, Zagreb, 1937., Split, 1991.
- Osnovi crnogorskog nacionalizma, Zagreb, 1937.
- Crnogorske štamparije u petnaestom vijeku: fragment iz kulturne povijesti Crne Gore, Zagreb, 1938.
- Božidar Vuković i mletački štampari u XVI vijeku, Zagreb, 1939.
- Albanija, Zagreb, 1939.
- Kulturno-politička razmatranja, Zagreb, 1939.
- Tragom popa Dukljanina, Zagreb, 1941.
- Auf dem Balkan, Zagreb, 1943.
- Verschwörungen gegen den Frieden, Zagreb, 1944., (hrv. izd. Zavjere protiv svjetskoga mira, prijevod, Goran Jurišić, Alfa, Zagreb, 2005.)
- Istorija školstva i prosvjete u Crnoj Gori, Beograd, 1969. (potpisana pod imenom njegovoga rođaka Tomaša Markovića)

### Posmrtno
- Deset godina u gulagu I-II, Matica crnogorska, Podgorica, 2004.
- Tri zabranjene knjige Savića Markovića Štedimlije, DANU, Podgorica, 2008., priredio dr. Danilo Radojević. (tri zabranjena Štedimlijina rada: Gorštačka krv - Crna Gora 1918-1928, Beograd, 1928., Crna Gora u Jugoslaviji, Zagreb, 1936. i Osnovi crnogorskog nacionalizma Zagreb, 1937.)[1]
- Ogledi o Njegošu, Fakultet za crnogorski jezik i književnost, priredio dr. Danilo Radojević,[5] Cetinje, 2015.